# Gastrotheca trachyceps
Gastrotheca trachyceps är en groddjursart som beskrevs av William Edward Duellman 1987. Gastrotheca trachyceps ingår i släktet Gastrotheca och familjen Hemiphractidae. IUCN kategoriserar arten globalt som starkt hotad. Inga underarter finns listade i Catalogue of Life.